# Lola T70
Lola T70 är en sportvagn, tillverkad av den brittiska tävlingsbilbyggaren Lola mellan 1965 och 1970.

## Lola T70
Ford hade köpt upp Lola 1963 med avsikt att bygga en Le Mans-vinnare. Lolas grundare Eric Broadley var inledningsvis inblandad i utvecklingen av GT40-modellen, men hans uppfattning av hur bilen skulle se ut skiljde sig alltför mycket från konservativa Ford och efter ett år hoppade han av för att återigen bygga en bil efter eget huvud under Lola-namnet.

### Mk I
Lola T70 introducerades 1965 och var av naturliga orsaker mycket lik Fords GT40, men Broadley använde aluminium till chassit för att minska bilens vikt. Lola-bilen riktade sig till privatförare som ville ha en konkurrenskraftig bil för sportvagnsracing.

### Mk II
1966 kom Mk II-versionen, där man lyckats få ner vikten ytterligare med ett nytt chassi. Bilen blev mycket framgångsrik i den nystartade CanAm-serien.

### Mk III
Inför säsongen 1968 införde FIA en ny GT-klass med femlitersmotorer för bilar byggda i 50 exemplar. Lola tog fram en Mk III-version enligt det nya reglementet. Bilen debuterade vid Le Mans 24-timmars 1967 med en ny V8-motor från Aston Martin. Motorn visade sig vara alltför outvecklad och drabbades av haverier tidigt i loppet. Fiaskot på Le Mans fördröjde även introduktionen av motorn i Astons V8-modell med flera år och Lola gick tillbaka till mer pålitliga amerikanska motorer. Den sista utvecklingen blev Mk III B från 1969, med ett ytterligare lättat chassi.
Lola T70 är idag mycket populär inom historisk racing och efterfrågan har gjort att företaget sedan 2005 tillverkar nya bilar till intresserade kunder, byggda enligt sextiotalsspecifikation.

## Tekniska data
| Tekniska data           | Mk I                                                                | Mk II                                                               | Mk III                                             | Mk III B                                           |
| ----------------------- | ------------------------------------------------------------------- | ------------------------------------------------------------------- | -------------------------------------------------- | -------------------------------------------------- |
| Motor:                  | Mittmonterad 8-cylindrig V-motor                                    | Mittmonterad 8-cylindrig V-motor                                    | Mittmonterad 8-cylindrig V-motor                   | Mittmonterad 8-cylindrig V-motor                   |
| Motorleverantör:        | Chevrolet                                                           | Ford                                                                | Aston Martin                                       | Chevrolet                                          |
| Cylindervolym:          | 5699 cm³                                                            | 4942 cm³                                                            | 5008 cm³                                           | 4995 cm³                                           |
| Borrning x slaglängd:   |                                                                     | 101,6 x 76,2 mm                                                     | 98,0 x 84,0 mm                                     | 102,0 x 76,0 mm                                    |
| Max effekt vid varvtal: | 550 hk                                                              | 520 hk vid 7 800 v/min                                              | 460 hk                                             | 450 hk vid 7 000 v/min                             |
| Ventilstyrning:         | Stötstänger                                                         | Stötstänger                                                         | Dubbla överliggande kamaxlar                       | Stötstänger                                        |
| Förgasare:              | 4 st Weber 48                                                       | 4 st Weber 48                                                       | Lucas bränsleinsprutning                           | 4 st Weberförgasare                                |
| Växellåda:              | 4-växlad manuell                                                    | 4-växlad manuell                                                    | 4-växlad manuell                                   | 5-växlad manuell                                   |
| Hjulupphängning fram:   | Dubbla tvärlänkar, skruvfjädrar, krängningshämmare                  | Dubbla tvärlänkar, skruvfjädrar, krängningshämmare                  | Dubbla tvärlänkar, skruvfjädrar, krängningshämmare | Dubbla tvärlänkar, skruvfjädrar, krängningshämmare |
| Hjulupphängning bak:    | Undre tvärlänkar, övre längslänkar, skruvfjädrar, krängningshämmare | Undre tvärlänkar, övre längslänkar, skruvfjädrar, krängningshämmare | Dubbla tvärlänkar, skruvfjädrar, krängningshämmare | Dubbla tvärlänkar, skruvfjädrar, krängningshämmare |
| Bromsar:                | Hydrauliska skivbromsar                                             | Hydrauliska skivbromsar                                             | Hydrauliska skivbromsar                            | Hydrauliska skivbromsar                            |
| Chassi & kaross:        | Stål/aluminium-monocoque med glasfiberkaross                        | Stål/aluminium-monocoque med glasfiberkaross                        | Aluminium-monocoque med glasfiberkaross            | Aluminium-monocoque med glasfiberkaross            |
| Hjulbas:                | 241 cm                                                              | 241 cm                                                              | 249 cm                                             | 241 cm                                             |
| Torrvikt:               |                                                                     | 680 kg                                                              | 800 kg                                             | 800 kg                                             |

## Tävlingsresultat

### Sportvagns-VM
Lola T70 kördes av privatförare, både i nationella mästerskap och i sportvagns-VM. Modellen vann RAC Tourist Trophy tre gånger, med två vinster för Denny Hulme och en vinst för Trevor Taylor. Största framgången i VM blev Mark Donohues och Chuck Parsons vinst i Daytona 24-timmars 1969, före alla fabriksbilar.

### Can-Am
John Surtees dominerade den första CanAm-säsongen 1966 i sin Lola T70, med tre vinster på sex lopp och blev seriens förste mästare. Därefter minskade framgångarna när T70:n konkurrerades ut av Bruce McLarens bilar.